# Temperatura punktu rosy
Temperatura punktu rosy lub punkt rosy – temperatura, w której może rozpocząć się proces skraplania gazu lub wybranego składnika mieszaniny gazów przy ustalonym ciśnieniu, a w przypadku mieszaniny gazów również przy określonym składzie. Rozpatrywany składnik gazu (np. para wodna) ma w danej temperaturze ciśnienie parcjalne równe ciśnieniu pary nasyconej tego składnika w temperaturze punktu rosy.
W przypadku pary wodnej w powietrzu jest to temperatura, w której para wodna zawarta w powietrzu osiąga stan nasycenia na skutek schładzania (przy zastanym składzie i ciśnieniu powietrza), a poniżej tej temperatury staje się przesycona i skrapla się lub resublimuje. W momencie osiągnięcia stanu nasycenia powstają mgły, chmury, opady oraz opady utajone.
Zjawisko znalazło zastosowanie do budowy higrometrów kondensacyjnych (laboratoryjnych przyrządów do pomiaru wilgotności powietrza). Działanie ich polega na tym, że wypolerowaną płytkę ochładza się, aż do zauważenia na niej kropelek rosy – temperatura płytki określa temperaturę punktu rosy. Na podstawie tabeli określającej ciśnienie pary wodnej nasyconej określa się względną wilgotność powietrza.

## Meteorologia

Zależność temperatury punktu rosy (dew point) od temperatury i wilgotności względnej (relative humidity)

Temperatura punktu rosy ma duże znaczenie w meteorologii, a zwłaszcza w meteorologii lotniczej, jako że jest ona bezpośrednio związana z wysokością, na której znajduje się podstawa chmur w danych warunkach meteorologicznych. Wysokość podstawy chmur ma natomiast kluczowe znaczenie w lotach termicznych (szybownictwo, lotniarstwo, paralotniarstwo), ponieważ stanowi, w normalnych warunkach, górne ograniczenie dla wznoszącego się w kominie termicznym statku powietrznego.

## Zależności
Przybliżony wzór służący do wyznaczenia temperatury punktu rosy:
{\displaystyle t_{d}={\sqrt[{8}]{\frac {H}{100}}}\cdot [112+(0{,}9\cdot t)]+(0{,}1\cdot t)-112,}
gdzie:
{\displaystyle t_{d}} – temperatura punktu rosy [°C],
{\displaystyle t} – temperatura [°C],
{\displaystyle H} – wilgotność względna w %.
Ciśnienie (E) równowagi pary wodnej z wodą w zależności od temperatury (t) określa przybliżony wzór:
{\displaystyle E_{\text{w}}(t_{\text{d}})=E_{0}\cdot \exp \left({\frac {17{,}5043\cdot t_{\text{d}}}{241{,}2\,^{\circ }{\text{C}}+t_{\text{d}}}}\right)\qquad \qquad (1.1)}
dla:
{\displaystyle -30~^{\circ }{\text{C}}\;\leqslant \;t\;\leqslant \;70~^{\circ }{\text{C}}.}
Znaczenie indeksów dolnych:
{\displaystyle d} – dla punktu rosy,
{\displaystyle w} – dla wody jako cieczy,
{\displaystyle f} – dla wody jako lodu.
{\displaystyle E_{0}(t=0~^{\circ }{\text{C}})=6{,}11213~{\text{hPa}}.}
Równowagę pary wodnej z lodem określa wzór:
{\displaystyle E_{\text{i}}(t_{\text{f}})=E_{0}\cdot \exp \left({\frac {22{,}4433\cdot t_{\text{f}}}{272{,}186\,^{\circ }{\text{C}}+t_{\text{f}}}}\right),\qquad \qquad (1.2)}
gdzie:
{\displaystyle -60~^{\circ }{\text{C}}\;\leqslant \;t\;\leqslant \;0~^{\circ }{\text{C}},}
{\displaystyle E_{0}(t=0~^{\circ }{\text{C}})=6{,}11153~{\text{hPa}}.}
Z wzorów tych wynikają wzory na określenie temperatury punktu rosy:
{\displaystyle t_{\text{d}}(E_{\text{w}})={\frac {241{,}2\cdot (\ln E_{\text{w}}-\ln 6{,}11213)}{17{,}5043-(\ln E_{\text{w}}-\ln 6{,}11213)}}\qquad \qquad (1.3)}
dla:
{\displaystyle 0{,}5106~{\text{hPa}}\;\leqslant \;E_{\text{w}}\;\leqslant \;311{,}7731~{\text{hPa}}.}
A w przypadku szronienia:
{\displaystyle t_{\text{f}}(E_{\text{i}})={\frac {272{,}186\cdot (\ln E_{\text{i}}-\ln 6{,}11153)}{22{,}4433-(\ln E_{\text{i}}-\ln 6{,}11153)}}\qquad \qquad (1.4)}
dla:
{\displaystyle 0{,}010753~{\text{hPa}}\;\leqslant \;E_{\text{i}}\;\leqslant \;6{,}11153~{\text{hPa}}.}
Wilgotność względną powietrza na podstawie temperatury punktu rosy określa wzór:
{\displaystyle \varphi ={\frac {E(t_{\text{d}})}{E(t)}}\cdot 100\%,\qquad \qquad (2.1)}
{\displaystyle E(t_{\text{d}})={\frac {\varphi \cdot E(t)}{100\%}}.\qquad \qquad (2.2)}
Temperaturę punktu rosy dla znanej temperatury (t) i wilgotności względnej (φ) powietrza określają wzory:
{\displaystyle t_{\text{d}}(\varphi ,\;t)={\frac {241{,}2\cdot \ln \left({\frac {\varphi }{100\%}}\right)+{\frac {4222{,}03716\cdot t}{241{,}2+t}}}{17{,}5043-\ln \left({\frac {\varphi }{100\%}}\right)-{\frac {17{,}5043\cdot t}{241{,}2+t}}}},\qquad \qquad (2.3)}
{\displaystyle t_{\text{f}}(\varphi ,\;t)={\frac {272{,}186\cdot \ln \left({\frac {\varphi }{100\%}}\right)+{\frac {6107{,}85384\cdot t}{272{,}186+t}}}{22{,}4433-\ln \left({\frac {\varphi }{100\%}}\right)-{\frac {22{,}4433\cdot t}{272{,}186+t}}}}.\qquad \qquad (2.4)}